# Campionat Uruguaià de Futbol 1942
El Campionat Uruguaià de Futbol corresponent a l'any 1942 va ser el 39è torneig de primera divisió del futbol uruguaià. El torneig va consistir en un campionat a dues voltes tots contra tots, coronant campió a l'equip que aconseguiria més punts, mentre que el pitjor equip descendiria a la Segona divisió. En l'última jornada del torneig havien d'enfrontar-se Nacional i Peñarol, la qual cosa constituïa una nova edició del clàssic del futbol uruguaià. Per si no fos poc, Nacional avantatjava a Peñarol en les posicions solament en un punt, per tant el que s'alcés amb la victòria guanyaria el campionat, a més que l'empat afavoria a Nacional. No obstant això el partit en l'Estadi Centenari va culminar amb un aclaparador 4:0 en favor del Club Nacional de Football. Els tricolors es van proclamar campions per quart any consecutiu. En la part baixa de la taula River Plate va ocupar l'última posició, per la qual cosa va haver de descendir a la Segona divisió.

## Posicions
| Posat | Equip                | Ptes | PJ | PG | PE | Pàg | GF | GC | Dif |
| ----- | -------------------- | ---- | -- | -- | -- | --- | -- | -- | --- |
| 1°    | Nacional             | 28   | 18 | 13 | 2  | 3   | 59 | 24 | 35  |
| 2°    | Penyarol             | 25   | 18 | 11 | 3  | 4   | 43 | 22 | 21  |
| 3°    | Montevideo Wanderers | 22   | 18 | 8  | 6  | 4   | 24 | 21 | 3   |
| 4°    | Sud América          | 20   | 18 | 9  | 2  | 7   | 35 | 29 | 6   |
| 5°    | Rampla Juniors       | 18   | 18 | 7  | 4  | 7   | 27 | 29 | -2  |
| 6°    | Liverpool            | 17   | 18 | 7  | 3  | 8   | 31 | 34 | -3  |
| 7°    | Racing               | 16   | 18 | 6  | 4  | 8   | 28 | 38 | -10 |
| 8°    | Central              | 15   | 18 | 7  | 1  | 10  | 31 | 39 | -8  |
| 9°    | Defensor             | 11   | 18 | 3  | 5  | 10  | 29 | 49 | -20 |
| 10°   | River Plate          | 8    | 18 | 2  | 4  | 12  | 17 | 39 | -22 |

| Campió uruguaià.             |
| Descendeix a Segona divisió. |

|                                         |
|                                         |
| Campió Uruguaià 1942 Nacional 17è títol |

## Resultats
| Nacional       | 4-2 | Sud Amèrica          |
| Penyarol       | 4-1 | River Plate          |
| Central        | 2-1 | Racing               |
| Liverpool      | 4-1 | Defensor             |
| Rampla Juniors | 1-0 | Montevideo Wanderers |

| Montevideo Wanderers | 2-0  | Penyarol       |
| Nacional             | 10-1 | Defensor       |
| Liverpool            | 2-1  | Rampla Juniors |
| Central              | 2-1  | River Plate    |
| Sud Amèrica          | 3-1  | Racing         |

| Racing               | 3-3 | Nacional       |
| Defensor             | 1-1 | Penyarol       |
| Central              | 5-2 | Rampla Juniors |
| Montevideo Wanderers | 2-0 | River Plate    |
| Sud Amèrica          | 2-1 | Liverpool      |

| Penyarol    | 3-0 | Sud Amèrica          |
| Nacional    | 1-0 | Rampla Juniors       |
| River Plate | 1-0 | Defensor             |
| Racing      | 2-1 | Montevideo Wanderers |
| Liverpool   | 4-1 | Central              |

| Liverpool            | 3-2 | Nacional       |
| Sud Amèrica          | 5-1 | Defensor       |
| Penyarol             | 6-0 | Racing         |
| River Plate          | 1-1 | Rampla Juniors |
| Montevideo Wanderers | 3-2 | Central        |

| Penyarol             | 2-2 | Rampla Juniors |
| Montevideo Wanderers | 3-1 | Liverpool      |
| Nacional             | 4-3 | Central        |
| Racing               | 2-2 | Defensor       |
| Sud Amèrica          | 4-1 | River Plate    |

| Montevideo Wanderers | 0-0 | Nacional    |
| Rampla Juniors       | 1-0 | Sud Amèrica |
| Penyarol             | 3-1 | Liverpool   |
| Defensor             | 2-2 | Central     |
| Racing               | 2-2 | River Plate |

| Nacional       | 6-0 | River Plate          |
| Central        | 1-0 | Penyarol             |
| Racing         | 2-1 | Liverpool            |
| Sud Amèrica    | 3-0 | Montevideo Wanderers |
| Rampla Juniors | 4-2 | Defensor             |

| Liverpool | 2-1 | River Plate          |
| Racing    | 2-1 | Rampla Juniors       |
| Defensor  | 1-1 | Montevideo Wanderers |
| Central   | 3-2 | Sud Amèrica          |
| Nacional  | 3-2 | Penyarol             |

| Sud Amèrica    | 3-1 | Nacional             |
| Penyarol       | 2-1 | River Plate          |
| Racing         | 1-0 | Central              |
| Defensor       | 1-0 | Liverpool            |
| Rampla Juniors | 1-1 | Montevideo Wanderers |

| Montevideo Wanderers | 1-1 | Penyarol       |
| Nacional             | 3-2 | Defensor       |
| Liverpool            | 0-0 | Rampla Juniors |
| River Plate          | 2-1 | Central        |
| Racing               | 2-0 | Sud Amèrica    |

| Nacional             | 2-0 | Racing      |
| Penyarol             | 3-2 | Defensor    |
| Rampla Juniors       | 2-1 | Central     |
| Montevideo Wanderers | 1-0 | River Plate |
| Sud Amèrica          | 3-3 | Liverpool   |

| Penyarol    | 5-1 | Sud Amèrica          |
| Nacional    | 4-2 | Rampla Juniors       |
| River Plate | 2-2 | Defensor             |
| Racing      | 4-0 | Montevideo Wanderers |
| Central     | 2-1 | Liverpool            |

| Nacional             | 6-0 | Liverpool   |
| Defensor             | 2-0 | Sud Amèrica |
| Penyarol             | 2-0 | Racing      |
| Rampla Juniors       | 3-2 | River Plate |
| Montevideo Wanderers | 4-2 | Central     |

| Penyarol             | 4-1 | Rampla Juniors |
| Montevideo Wanderers | 0-0 | Liverpool      |
| Nacional             | 3-0 | Central        |
| Defensor             | 5-2 | Racing         |
| Sud Amèrica          | 2-0 | River Plate    |

| Montevideo Wanderers | 2-1 | Nacional       |
| Sud Amèrica          | 1-0 | Rampla Juniors |
| Penyarol             | 3-1 | Liverpool      |
| Central              | 4-2 | Defensor       |
| Racing               | 1-1 | River Plate    |

| Nacional       | 2-1 | River Plate          |
| Penyarol       | 2-0 | Central              |
| Liverpool      | 5-3 | Racing               |
| Sud Amèrica    | 1-1 | Montevideo Wanderers |
| Rampla Juniors | 3-1 | Defensor             |

| Liverpool            | 2-0 | River Plate |
| Rampla Juniors       | 2-0 | Racing      |
| Montevideo Wanderers | 2-1 | Defensor    |
| Amèrica del Sud      | 3-0 | Central     |
| Nacional             | 4-0 | Penyarol    |